# Eva Josefíková
Eva Josefíková (ur. 3 lutego 1990) – czeska aktorka sceniczna i filmowa. Absolwentka Wydziału Teatralnego Akademii Sztuk Scenicznych w Pradze.

## Filmografia[1]
- Piko (2010)
- Zaklęta w widmo (Čertova nevěsta, 2011)
- Sygnał (Signál, 2012)
- The Don Juans (2013)
- Donšajni (2013)
- Fair Play (2014)
- Vejška (2014)
- 1864 (serial TV, 2014)
- Korunní princ (2015)
- Kosmo (serial TV, 2016)